# Lierne

Lierne es un municipio del Interior Namdal en Trøndelag. Se encuentra a lo largo de la frontera de Suecia, y es el municipio más grande de Nord-Trøndelag  (y el 14 ª mayor de Noruega) , pero de los más pequeños de la población. La población está distribuida en varias aldeas y caseríos, con Nordli y Rli, que se fusionaron en la actualidad municipio de 1964. El municipio limita  con Snåsa, Grong y Røyrvik. Lierne es particularmente conocido por el Oso pardo, e incluso  la población de oso pardo del municipio  es mayor en relación con la población en partes de Suecia, los osos son un problema para los ganaderos de ovino.  La Agricultura y la silvicultura siguen siendo las principales industrias de Lierne en lugares como Sandvika. Nordli es centro administrativo del municipio.